# Zmarli w październiku 2012

## Październik 2012
- 31 października
  - Gae Aulenti – włoska architekt[1]
  - Alfons Demming – niemiecki duchowny katolicki, biskup Münster[2]
  - John Fitch – amerykański kierowca wyścigowy[3]
  - Faustino Sainz Muñoz – hiszpański duchowny katolicki, nuncjusz apostolski[4]
  - Konstantin Wyrupajew – rosyjski zapaśnik, mistrz olimpijski[5]
- 30 października
  - Franck Biancheri – francuski polityk, założyciel i pierwszy prezydent AEGEE-Europe[6]
  - Lebbeus Woods – amerykański architekt, artysta[7]
- 29 października
  - J. Bernlef – holenderski pisarz[8]
  - Albano Harguindeguy – argentyński generał, były minister spraw wewnętrznych[9]
  - Kazimierz Morawski − polski dziennikarz, polityk, poseł na Sejm PRL (1976–1989), członek Rady Państwa (1982-1989)[10]
- 28 października
  - Gunther Cuylits – belgijski kolarz szosowy[11]
- 27 października
  - Terry Callier – amerykański gitarzysta i piosenkarz jazzowy, soulowy i folkowy, autor piosenek[12]
  - Jacques Dupin – francuski poeta, krytyk sztuki[13]
  - Hans Werner Henze – niemiecki kompozytor[14]
  - Susan Jeffers – amerykańska psycholog, autorka książek[15]
  - Natina Reed – amerykańska aktorka, raperka, piosenkarka grupy Blaque[16]
- 26 października
  - Eloy Gutiérrez-Menoyo – kubański dysydent[17]
  - Björn Sieber – austriacki narciarz alpejski[18]
- 25 października
  - John Connelly – angielski piłkarz[19]
  - Emanuel Steward – amerykański trener bokserski, znany ze współpracy z Władimirem Kliczko, komentator telewizyjny[20]
- 24 października
  - Włodzimierz Bielicki – polski reżyser, scenarzysta i aktor[21]
  - Anita Björk – szwedzka aktorka[22]
  - Jeff Blatnick – amerykański zapaśnik, mistrz olimpijski[23]
  - Bill Dees – amerykański muzyk country, znany ze współpracy z Royem Orbisonem[24]
  - Olivier Lefèvre d’Ormesson – francuski polityk i publicysta, deputowany krajowy i europejski[25]
  - Margaret Osborne DuPont – amerykańska tenisistka, wielokrotna zwyciężczyni turniejów wielkoszlemowych[26]
  - Euzebiusz (Polityło) – biskup Ukraińskeigo Kościoła Prawosławnego Patriarchatu Kijowskiego[27]
- 23 października
  - Wilhelm Brasse – polski fotograf, więzień Auschwitz[28]
  - Michael Marra – szkocki muzyk, piosenkarz i autor piosenek[29]
  - Aleksandra Olędzka-Frybesowa – polska eseistka, tłumaczka i poetka[30]
  - Edward Schwarzer – polski wioślarz, olimpijczyk[31]
  - Janusz Tarnowski − polski duchowny katolicki, pedagog, profesor[32]
- 22 października
  - Russell Means – amerykański aktor, polityk, działacz na rzecz praw Indian[33]
- 21 października
  - Elizabeth Bell – angielska aktorka[34]
  - Andrzej Buczek – polski samorządowiec i działacz związkowy, radny sejmiku podkarpackiego (1999–2002, 2010–2012)[35]
  - Yash Chopra – indyjski pisarz, reżyser i producent filmowy[36]
  - Antoni Dobrowolski – polski pedagog, najstarszy znany ocalały więzień Auschwitz[37]
  - Kazimierz Iwiński – polski aktor[38]
  - Ted Kazanoff – amerykański aktor[39]
  - Władysław Matwin – polski działacz komunistyczny, poseł na Sejm PRL (1952-1965)[40]
  - George McGovern – amerykański polityk[41]
- 20 października
  - Przemysław Gintrowski – polski pieśniarz i kompozytor, legendarny bard „Solidarności”[42]
  - Paul Kurtz – amerykański filozof[43]
  - Edward Donnall Thomas – amerykański lekarz, profesor, laureat Nagrody Nobla[44]
- 19 października
  - Lincoln Alexander – kanadyjski polityk[45]
  - Johann Kniewasser – austriacki narciarz alpejski[46]
  - Fiorenzo Magni – włoski kolarz szosowy[47]
- 18 października
  - Sylvia Kristel – holenderska aktorka i modelka, znana z głośnego filmu erotycznego Emmanuelle[48]
  - Leon Lasek – polski inżynier elektronik, prof. nadzw. dr hab., prezydent Mysłowic (1995–1998)[49]
  - Slater Martin – amerykański koszykarz[50]
  - George Mattos – amerykański lekkoatleta, tyczkarz[51]
  - David S. Ware – amerykański saksofonista jazzowy[52]
- 17 października
  - Émile Allais – francuski narciarz alpejski, brązowy medalista olimpijski, 8-krotny medalista mistrzostw świata[53]
  - Tadeusz Chmielewski – polski pianista i kameralista, profesor Akademii Muzycznej im. Grażyny i Kiejstuta Bacewiczów w Łodzi[54]
  - Małgorzata Kitowska-Łysiak – polska krytyk i historyk sztuki[55]
  - László Komár – węgierski piosenkarz[56]
  - Edward Nir – polski działacz partyjny i samorządowy, nauczyciel, wicewojewoda legnicki (1980–1983)[57]
  - Stanford R. Ovshinsky – amerykański wynalazca samouk, twórca m.in. niklowo-metalowo-wodorkowego akumulatora, czy wyświetlacza ciekłokrystalicznego (LCD)[58]
  - Waldemar Trzaska – polski samorządowiec i rolnik, burmistrz Kazimierzy Wielkiej (2010–2012)[59]
  - Kōji Wakamatsu – japoński reżyser filmowy[60]
- 16 października
  - Irena Błasińska – członkini Szarych Szeregów, uczestniczka powstania warszawskiego[61]
  - Frank Moore Cross – amerykański biblista specjalizujący się w starożytnych językach i kulturach[62]
  - John Anthony Durkin – amerykański polityk, demokrata[63]
  - Aleksandr Koszkin – radziecki bokser, wicemistrz olimpijski[64]
- 15 października
  - Claude Cheysson – francuski polityk, socjalista, minister spraw zagranicznych w latach 1981–1984[65]
  - Zdzisław Grzegorski – polski duchowny katolicki, profesor, teolog komunikacji społecznej, wieloletni wykładowca homiletyki[66]
  - Norodom Sihanouk – król Kambodży[67]
  - Janusz Winiarski – polski dziennikarz radiowy, wieloletni prezes Radia Lublin, działacz „Solidarności”[68]
- 14 października
  - Kyle Bennett – amerykański kolarz terenowy, trzykrotny mistrz świata, olimpijczyk[69]
  - John Clive – brytyjski pisarz i aktor[70]
  - James R. Grover – amerykański polityk, członek Izby Reprezentantów (1963–1975), republikanin[71][72]
  - Janusz Krasiński – polski pisarz, dramaturg, żołnierz Szarych Szeregów, uczestnik powstania warszawskiego[73]
  - Arlen Specter – amerykański polityk[74]
- 13 października
  - Gary Collins – amerykański aktor[75]
  - Eduardo de Gregorio – argentyński reżyser[76]
  - Frank Sando – brytyjski lekkoatleta, długodystansowiec[77]
- 12 października
  - Stanisław Kuziński – polski statystyk, profesor, polityk, były prezes GUS[78]
  - Kazimierz Maria Kowalski – polski pisarz, prozaik, dziennikarz[79]
  - Anna Laszuk – polska dziennikarka i aktywistka praw kobiet[80]
  - Torkom Manoogian – ormiański duchowny, arcybiskup kościoła prawosławnego, patriarcha Jerozolimy[81]
  - Břetislav Pojar – czeski animator, reżyser filmowy[82]
  - Jorun Askersrud Tangen – norweska lekkoatletka i biegaczka narciarska[83]
- 11 października
  - Frank Alamo – francuski piosenkarz[84]
  - Helmut Haller – niemiecki piłkarz[85]
  - Edward Kossoy – polski prawnik, publicysta, obrońca w sprawach sądowych ofiar narodowego socjalizmu[86]
- 10 października
  - Sam Gibbons – amerykański polityk[87]
  - Jos Huysmans – belgijski kolarz szosowy[88]
  - Jerzy Jarocki – polski reżyser teatralny[89]
  - Alex Karras – amerykański futbolista, pisarz i aktor[90]
  - Piotr Lenartowicz – polski filozof przyrody, witalista, lekarz, jezuita[91]
  - Carla Porta Musa – włoska eseistka i poetka[92]
- 9 października
  - Paddy Roy Bates – brytyjski oficer[93]
  - Kenny Rollins – amerykański koszykarz[94]
  - Harris Savides – amerykański operator filmowy[95]
  - Michel Schwalbé, polski skrzypek i pedagog
  - Edward Wołodarski – rosyjski scenarzysta filmowy[96]
- 8 października
  - Rafael Lesmes – hiszpański piłkarz[97]
  - John Tchicai – duński saksofonista jazzowy[98]
- 7 października
  - Mervyn Dymally – amerykański polityk, członek Izby Reprezentantów (1981–1993)[99]
  - Aleksander Ford – polski aktor[100]
- 6 października
  - Szadli Bendżedid – algierski polityk, prezydent Algierii w latach 1979-1992[101]
  - Antonio Cisneros – peruwiański poeta[102]
  - Nick Curran – amerykański gitarzysta i wokalista rockowy i bluesowy (ur. 1977)[103]
  - Eugeniusz Chimczak – oficer śledczy UB, zbrodniarz komunistyczny[104]
  - Raoul De Keyser – belgijski malarz[105]
- 5 października
  - Keith Campbell – brytyjski biolog komórki[106]
  - Raoul De Keyser – belgijski malarz[107]
  - Stefan Leletko – polski sztangista, mistrz świata, olimpijczyk[108]
- 4 października
  - Hans Höglund – szwedzki lekkoatleta, kulomiot[109]
  - Daphne Slater – angielska aktorka[110]
  - Erhard Wunderlich – niemiecki piłkarz ręczny[111]
- 3 października
  - Leszek Kamiński – polski koszykarz, reprezentant Polski[112]
  - Danny Sims – amerykański producent muzyczny, znany ze współpracy z Bobem Marleyem[113]
  - Krzysztof Urbański – polski historyk, muzealnik i wykładowca akademicki[114]
  - Jörg Wischmeyer – niemiecki lekkoatleta, trójskoczek[115]
- 2 października
  - Big Jim Sullivan – angielski muzyk sesyjny, gitarzysta i aranżer[116]
  - Nguyễn Chí Thiện – wietnamski poeta i dysydent[117]
- 1 października
  - Dirk Bach – niemiecki aktor[118]
  - Eric Hobsbawm – brytyjski historyk, marksista[119]
  - Mosze Sanbar – izraelski ekonomista[120]
  - Shlomo Venezia – włoski pisarz żydowskiego pochodzenia, ocalony z Auschwitz-Birkenau[121]